# 나탈리 워드

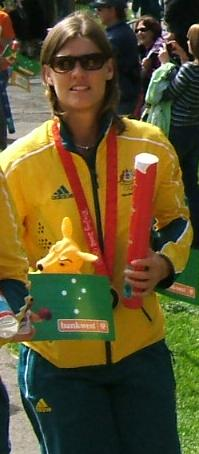

나탈리 워드(Natalie Ward, 본명: 나탈리 앤 워드, Natalie Anne Ward, 1975년 12월 24일 ~ )는 호주 출신의 전 소프트볼 선수로, 1996년 하계 올림픽, 2000년 하계 올림픽, 2008년 하계 올림픽에서 동메달을 획득했다. 워드는 2004년 하계 올림픽에서도 은메달을 획득했다. 유격수와 2루수를 맡았다. 등번호 6번을 입었다.
워드는 뉴사우스웨일스주 뉴캐슬 (뉴사우스웨일스주)에서 태어났다. 2006년까지 호주 국가대표로 357경기에 출전했다. 이로써 샐리 맥크리디(Sally McCreedy)가 보유한 356경기 최다 출전 기록을 경신했다. 워드는 그녀의 네 번째 올림픽인 2008년 올림픽에 출전했다. 워드는 다음 두 올림픽에 소프트볼을 허용하지 않기로 한 IOC의 결정으로 인해 이번 올림픽 이후 스포츠에서 은퇴했다.